# Hypsiforma hypsoides
Hypsiforma hypsoides là một loài bướm đêm trong họ Noctuidae.